# Дансит (аэропорт)
Аэропорт Международного сада Мира, также известный, как Аэропорт Дансит/Пис-Гарден (англ. International Peace Garden Airport), (FAA LID: S28) — государственный гражданский аэропорт, расположенный в 20 километрах к северу от центрального делового района города Дансит (Северная Дакота), США.

## Операционная деятельность
Аэропорт расположен в восточной части Международного сада мира на границе между штатом Северная Дакота (США) и провинцией Манитоба (Канада), которая также является государственной границей между странами.
Аэропорт Международного парка Мира занимает площадь в 20 гектар, расположен на высоте 705 метров над уровнем моря и эксплуатирует одну взлётно-посадочную полосу:
- 10/28 размерами 914 х 18 метров с асфальтовым покрытием.